# 成済
成 済（せい さい / せい せい、生年不詳 - 260年）は、中国三国時代の魏の武将。賈充の命令で、皇帝曹髦を殺害した（甘露の変）。兄は成倅。

## 経歴
魏の太子舎人（皇太子の護衛・顧問官）。曹髦殺害の顛末は、『三国志』本文では司馬氏を憚って公式見解のみが記され、実情は裴松之注に引く習鑿歯『漢晋春秋』・正史『晋書』などに記録されている。
魏では司馬昭が実権を握り、その権勢は曹髦を凌いでいた。景元元年（260年）5月6日、曹髦が数百人の召使いを引きつれ、司馬昭打倒の兵を挙げた。司馬伷はこれを迎撃しようとしたが、曹髦の左右の者に叱責されると兵が逃げ出してしまった。このため今度は賈充が迎撃したが、曹髦は自ら剣を振るって応戦した。成済は賈充に「事態は切迫しています。どうすればいいでしょうか」と尋ねた。賈充は「お前達を養っていたのは、まさに今日のためだ。今日のことは、後から問題にはしない」と言った。そこで成済は自ら進み出て、曹髦を刺し殺した。その刃は曹髦の背中まで貫いた。また、兄と二人で曹髦を刺したともいわれる。
司馬昭は、曹髦が自分のみならず、郭皇太后殺害をも謀っていたため、殺されても当然ということにして、事態を収拾しようとした。その上で5月26日、曹髦殺害は自分の意志ではなく、成済の単独行動であるとして、成済の三族皆殺しを郭皇太后に上奏した。また、干宝『晋紀』などによれば、陳泰は賈充の処刑も司馬昭に進言したが、受け入れられなかった。
全責任を押し付けられる形となった成済兄弟は承服せず、肌脱ぎになって屋根に登り、悪口雑言を言い散らしたが、下から矢で射殺された。三族も皆殺しとなった。